# ¿Quién quiere casarse con mi hijo? (Argentina)
¿Quién quiere casarse con mi hijo? fue un reality producido por Eyeworks Cuatro Cabezas para la cadena Telefe.
Fue estrenado el 2 de agosto de 2012 y está presentado Catherine Fulop. En el programa, cinco hombres, cuatro heterosexuales y uno homosexual, intentarán conocer a un grupo de candidatos que competirán para mostrarse como las perfectas esposas y maridos. Sin embargo, no sólo tendrán que conquistarlos a ellos ya que sus madres, deseosas de que sus "niños" se enamoren y sienten cabeza, tomarán parte en el proceso de selección. ¿Quién quiere casarse con mi hijo? es la adaptación del formato Who wants to marry my son? y que ya ha sido versionado en numerosos países como Noruega, Bélgica, Holanda, Alemania, Chile, España y Francia.
Debido a no lograr los números esperados por Telefe, el canal decidió cambiar el programa de día y horario. El mismo fue movido a los días sábados 23:15 horas.

## Mecánica
Cinco solteros buscarán al amor de sus vidas y sus madres a la nuera ideal y a la mujer que haga más feliz a sus hijos. A medida que pasen las semanas, madres e hijos irán descartando a pretendientes tras difíciles decisiones que sacarán a la luz los desacuerdos y diferencias de criterio entre ambos.
La tarea de las aspirantes a nueras consiste en conquistar el corazón del muchacho en cuestión y también de su posible futura suegra. Los participantes van conociéndose mediante charlas, salidas y diferentes actividades. Los solteros deben ir enfocándose en aquellas mujeres con las que tengan mayor afinidad. El participante que forme una pareja recibirá, al finalizar el ciclo, un viaje para él y su novia con el fin de que el vínculo se consolide.

## Primera edición (2012)

### Concursantes
| Participantes (Hijos)   | Ayudantes (Madres) | Residencia   | Edad    | Profesión                                | Información / Decisión |
| ----------------------- | ------------------ | ------------ | ------- | ---------------------------------------- | ---------------------- |
| Ignacio "Nacho" Ariosti | Máxima             | Buenos Aires | 25 años | Estudiante y conductor de radio          | Anabel                 |
| Patricio Mejuto         | Patricia           | Buenos Aires | 31 años | Diseñador gráfico y estríper             | Alicia                 |
| Martín Riveros          | Norma              | Buenos Aires | 28 años | Vive con su madre                        | Claudia                |
| Franco Longarzo         | Nélida             | Buenos Aires | 28 años | Estudiante de administración de empresas | Nélida (su madre)      |
| Alan Nogare             | Ángela             | Buenos Aires | 40 años | Inmobiliario                             | Romina                 |

### Las conquistas
Desde el primer programa, 10 chicas, tienen que conquistar primero a los participantes con los que tienen una cita y después a sus respectivas madres. Tras realizar durante cinco minutos un test de compatibilidad a cada una de las pretendientes, los concursantes eligieron a seis aspirantes y por tanto, a sus candidatas oficiales. Sin embargo, en el primer programa eran expulsadas tres pretendientes de cada concursante.
Primer programa:
- Ignacio: Tiene 25 años, es estudiante y presentador de su propio programa de radio. Es un chico inteligente y extrovertido , le encantan las mujeres de buen físico y es amante del rock. En el primer programa se presentaron a las 10 candidatas de Nacho: Anabel, una joven que se definió como "muy hiperactiva, buena mina y sincera", Sofía que contó estudia gerenciamiento ambiental y se califica como "excelente amante", Claudia, una de las más bellas, que se dedicó muchos años al modelaje y que afirmó tener "mucho potencial para lograr siempre lo que me propongo", Micaela, una chica muy divertida y que estudia diseño de indumentaria, Agustina, la más joven de las aspitarantes, que cautivo a Nacho por su belleza, Vanesa, que relató que estudia para ser profesora de inglés y que destacó que en la intimidad es una "excelente amante", Daniela, que deslumbró a Nacho por su busto, ella oficinista y administradora de un boliche estríper, Marina, una roquera amante de los tatuajes, Lucrecia, una chica dulce y sencilla y Mayra, una modelo de Ecuador que se radicó en Argentina en 2009. Tras evaluar a todas, Nacho se encargó de descartar a las participantes que por alguna razón no recibieron su aprobación. Finalmente Nacho apuesta por seguir descubriendo a: Daniela, Micaela, Anabel, Maira, Claudia, Sofía y Agustina. Las eliminadas fueron: Vanesa, Marina y Lucrecia.[7]

Segundo programa:
- Patricio: Tiene 31 años, es diseñador gráfico y estríper. En el segundo programa se presentaron a las 10 candidatas de Patricio: Danisa, exestudiante de psicología y es modelo. Alicia, trabaja de modelo publicitario y modelo gráfica hizo alguna producciones para Playboy, también es entrenador personal y esteticista, y tiene un buen físico. Denise, estudiante de sexología. Natalia, es profesora de educación física. Paola, es técnica en diseño interior, esteticista y tiene algo de modelaje. Julieta, actriz y cantante de familia por Nicky Jones. Florencia, a esta chica no le molesta de que trabaje mientras que respeta la relación. Jesica, es de Mendoza, tiene un hijo. Ángeles, trabaja de mucama, tiene dos hijos de 14 y 11 años. Fiama, espera terminar su carrera, y tener un hogar propio. Tras evaluar a todas, Patricio se encargó de descartar a las participantes que por alguna razón no recibieron su aprobación. Finalmente Patricio apuesta por seguir descubriendo a: Alicia, Denise, Jesica, Paola, Florencia, Danisa y Ángeles. Las eliminadas fueron: Fiama, Julieta y Natalia.

Tercer programa:
- Martín: Tiene 28 años. Vive con su madre y le gusta divertirse con sus amigos. En el tercer programa se presentaron a las 10 candidatas de Martín: Claudia, es la más chica del grupo, y le cayó excelente Martin, le gusta la onda que él tiene. Sol, es de Neuquén, le gusta disfrutar del aire libre haciendo deportes, trabaja de peluquera. Luciana, es bailarina de pole dance y otras danzas. Nadia, es tatuadora, y tiene tatuajes por todo su cuerpo. Jamaica, hija de padres Argentinos y Brasileros, le gusta el arte y el canto, trabaja de camarera. Florencia, le gusta el rock, pop. Mariana, es Uruguaya, es actriz y trabaja con niños. Yamila, es de Formosa, es muy familiar. Romina, es radióloga, trabaja y estudia se considera "completa". Delfina, está terminando los estudios, le gusta divertirse con sus amigas. Finalmente Martín apuesta por seguir descubriendo a: Luciana, Yamila, Delfina, Claudia, Nadia, Jamaica y Mariana. Las eliminadas fueron: Florencia, Sol y Romina.

Cuarto programa:
- Franco: Tiene 28 años, es estudiante de administración de empresas y es homosexual. Finalmente Franco apuesta por seguir descubriendo a: Juan Martín, Fernando, Romel, Paul, Martín, Alejandro y Sebastián. Los eliminados fueron: Fernando, Pablo y Robelio.
- Alan: Tiene 40 años, es inmobiliario. Finalmente Alan apuesta por seguir descubriendo a: Silvana, Mariela, Erica, Marcia, Romina, Margaret y Andrea. Las eliminadas fueron: Luciana, Andy y Leticia.

Quinto programa:
- Martín y Patricio pudieron conocer un poco más a sus aspirantes. Desde ahí, fue el turno de las madres donde pasaron una día a solas con las chicas para conocerlas a todas mejor. Tras este encuentro entre madres y futuras nueras, los solteros tuvieron una nueva oportunidad para estar a solas con quienes buscaban conquistar su amor. Surgieron las primeras lágrimas, las primeras peleas, los celos y la decepción de algún que otro soltero ante alguna de sus candidatas. Al finalizar el programa, llegó el momento de las expulsiones: tras un intenso debate entre madres e hijos, los solteros eliminaron a una candidata. Algunos de ellos hicieron caso omiso a los consejos de su madre y otros, pese a estar fascinados con alguna de las candidatas, aceptaron la opinión. Martín decidió eliminar a Luciana, mientras que Patricio eliminó a Paola.

Sexto programa:
- Ignacio, Franco y Alan pudieron conocer un poco más a sus aspirantes. Ignacio decidió eliminar a Claudia, mientras que Franco a Sebastián y Alan a Romina.

Séptimo programa:
- Patricio, Franco y Nacho pudieron conocer un poco más a sus aspirantes en una segunda salida grupal. Danisa pretendiente de Patricio decidió autoeliminarse, mientras que Franco eliminó a Fernando.

Octavo programa:
- Alan y Martín pudieron conocer un poco más a sus aspirantes en una segunda salida grupal. Ignacio decidió eliminar a Agustina, mientras que Alan a Érica y Martín a Delfina.

Noveno programa:
- Comienzan las citas individuales; Martín, Alan, Franco, Patricio y Nacho van a decidir con quién quiere tener su primera cita romántica. Mientras tanto, las madres van a seguir conociendo al resto de las y los candidatos. Ignacio elige a Sofía para su primera cita cuerpo a cuerpo. Mientras Ignacio y Sofía se deslumbran mutuamente, Máxima invita a Micaela, Daniela, Mayra y Anabel a un paseo por el río y deja muy bien claro quien es la capitana del barco. Para su primera salida a solas Martín elige a la actriz del grupo, Mariana la busca en el teatro y disfruta viéndola ensayar una obra. Mientras tanto Norma lleva a bailar salsa a las demás candidatas de su hijo. Alan se prepara con todo para salir a cenar con Margaret. Marcia, Andrea, Silvana y Mariela tendrán que conformarse con Ángela. Franco le dedica su primera cita individual a Romel. Mientras tanto los demás candidatos Paul, Juan Martín, Alejandro y Martín llevan a Nélida de compras. Alan decidió eliminar a Silvana, mientras que Martín a Mariana.

Décimo programa:
- Las madres de los chicos se convirtieron en las anfitrionas de sus casas y marcaron unas reglas en la convivencia. Una vez allí instaladas, empiezan a surgir los primeros flechazos entre "algunos" solteros y las chicas. Pero además, el programa es testigo de los primeros conflictos entre las madres y algunas de las chicas. Nacho finalmente le hizo caso a Máxima al decirle adiós a Micaela, quienes continúan seduciéndolo son Anabel, Daniela, Sofía y Mayra. Mientras que Franco decidió eliminar a Juan Martín y Patricio a Denise. Tiempo después Martín decidió eliminar a Nadia y Alan a Margaret.

Décimo primer programa:
- Mientras las madres de los chicos investigan a las candidatas y hacen visita en sus casas, los hijos disfrutan de 24 horas a solas: es el momento perfecto para hacer una fiesta y estar a solas con sus chicas. Pero lo mejor está por llegar porque en medio de la fiesta, viene una persona inesperada: sin que sus madres ni sus candidatas lo sepan, los solteros tuvieron la opción de darle otra oportunidad a alguna de las chicas eliminadas, lo que provoca los celos de algunas de las pretendientas. Ignacio decidió eliminar a Mayra, mientras que Franco eliminó a Alejandro y Patricio a Ángeles.

Décimo segundo programa:
- Pero si alguien entra, otra tiene que salir: al final del programa los solteros expulsan a una candidata más. Mariela pretendiente de Alan decidió autoeliminarse, mientras que Martín eliminó a Jamaica, Ignacio a Daniela, Franco a Romel, Patricio a Florencia y Alan a Andrea. Tras las expulsiones, ya sólo quedarán dos chicas/os. Éstas/os, serán las afortunadas/os que viajen a un lugar romántico del continente para sacar el máximo partido a la relación y convencerles de que son ellas las mujeres perfectas para lo largo de sus vidas.

Décimo tercer programa:
- Martín decidió eliminar a Romina, mientras que Ignacio a Sofía, Franco a Juan Martín y Patricio a Danisa. Los chicos pasan día y noche con dos de sus pretendientas/es, mientras comparten un día entero con una/o de ellas/os, la/él otra/o pasa la jornada con la madre y tiene la oportunidad de demostrarle por qué ella/él es la/el mejor candidata/o para conquistar el corazón de su hijo. Sin embargo, los chicos tendrán distintas maneras de luchar para conquistar a su elegida final. El primer turno es para Martín, que pasa los últimos días con las dos candidatas en Rosario. Por su parte, Ignacio viaja a Punta del Este, Uruguay para disfrutar de unos románticos días con sus dos chicas elegidas. Mar del Plata es el destino de las dos últimas candidatas de Alan. En Villa Carlos Paz, Córdoba, Franco y su madre están ansiosos por disfrutar de un viaje tan especial, aunque él ya tiene muy claro con quién quiere pasar su primera gran noche. Mientras tanto, Patricio y su madre parten rumbo a Tandil.

Décimo cuarto programa:
- Cada hijo y sus dos finalistas están disfrutando de una escapada romántica, la verdad que están tratando de pasarlo, lo mejor posible pero para algunos es más difícil. El viaje dio un vuelco a las vidas de los solteros.

Décimo quinto programa:
- Para el resto de solteros, las últimas horas de viaje también fueron decisivas ya que tuvieron que despejar sus dudas porque, el momento de la elección final llega en la próxima semana. Mientras tanto, las madres de los solteros abandonaron su estancia de viaje donde pasaron una semana con sus hijos y emprendieron un vuelo a Buenos Aires donde se disputará la final en el altar. Por el programa han pasado diez candidatas para cada uno de los solteros (candidatos, en el caso de Franco) que hicieron todo lo posible por conquistar a los chicos y conseguir el beneplácito de sus futuras suegras. Las madres reunidas por primera vez entre ellas, hacen balance de lo que han vivido a lo largo del programa. Franco tendrá que tomar una decisión entre Paul o Martín, eligió a Paul como finalista. Por su parte, Marcia enfadada con la actitud que recibió de Alan, se autoelimina en la semifinal porque según ella: «No hay más química entre ellos». Patricio tendrá que tomar una decisión entre Alicia y Jesica; Ignacio por Agustina o Anabel; Martín por Claudia o Yamila, mientras que Alan se debatirá entre su candidata Romina o seguir viviendo con su madre y Franco optará por quedarse con Paul o hacer caso a los consejos de su progenitora.

### Finalistas
| Participantes | Pretendientes | Pretendientes | Pretendientes | Pretendientes | Pretendientes | Madres   |
| ------------- | ------------- | ------------- | ------------- | ------------- | ------------- | -------- |
| Ignacio       | Vanesa        | Claudia       | Mayra         | Agustina**    | Anabel        | Máxima   |
| Ignacio       | Marina        | Agustina      | Daniela       | Agustina**    | Anabel        | Máxima   |
| Ignacio       | Lucrecia      | Micaela       | Sofía         | Agustina**    | Anabel        | Máxima   |
| Patricio      | Fiama         | Paola         | Ángeles       | Jesica        | Alicia        | Patricia |
| Patricio      | Julieta       | Danisa*       | Florencia     | Jesica        | Alicia        | Patricia |
| Patricio      | Natalia       | Denise        | Danisa**      | Jesica        | Alicia        | Patricia |
| Martín        | Florencia     | Luciana       | Nadia         | Yamila        | Claudia       | Norma    |
| Martín        | Sol           | Delfina       | Jamaica       | Yamila        | Claudia       | Norma    |
| Martín        | Romina        | Mariana       | Romina**      | Yamila        | Claudia       | Norma    |
| Franco        | Fernando      | Sebastián     | Alejandro     | Martín        | Paul          | Nélida   |
| Franco        | Pablo         | Fernando      | Romel         | Martín        | Paul          | Nélida   |
| Franco        | Robelio       | Juan Martín   | Juan Martín** | Martín        | Paul          | Nélida   |
| Alan          | Luciana       | Romina        | Margaret      | Marcia*       | Romina**      | Ángela   |
| Alan          | Andy          | Érica         | Mariela*      | Marcia*       | Romina**      | Ángela   |
| Alan          | Leticia       | Silvana       | Andrea        | Marcia*       | Romina**      | Ángela   |

Referencias

     – Pretendiente Ganador

     – Pretendiente Perdedor

     – Eliminado/a en la fase 9 (Programa 16 - Final)

     – Eliminado/a en la fase 8 (Programas 14;15 - Semifinal)

     – Eliminado/a en la fase 7 (Programa 13)

     – Eliminado/a en la fase 6 (Programas 12)

     – Eliminado/a en la fase 5 (Programas 10;11)

     – Eliminado/a en la fase 4 (Programas 9;10)

     – Eliminado/a en la fase 3 (Programas 7;8)

     – Eliminado/a en la fase 2 (Programas 5;6)

     – Eliminado/a en la fase 1 (Programas 1;2;3;4)
(*) Pretendiente autoeliminada.

(**) Reingreso a la competencia en la fase de repesca.

### Audiencia en las galas
| Programa | Día de emisión           | Rating | Espectadores | Resultado   | Fuente |
| -------- | ------------------------ | ------ | ------------ | ----------- | ------ |
| 1        | 2 de agosto de 2012      | 16.5   | 2.132.087    | Cuarto      | [ 8 ]  |
| 2        | 6 de agosto de 2012      | 16.7   | 2.157.930    | Cuarto      | [ 9 ]  |
| 3        | 9 de agosto de 2012      | 16.4   | 2.119.164    | Cuarto      | [ 10 ] |
| 4        | 13 de agosto de 2012     | 14.5   | 1.873.651    | Cuarto      | [ 11 ] |
| 5        | 16 de agosto de 2012     | 13.4   | 1.731.512    | Octavo      | [ 12 ] |
| 6        | 20 de agosto de 2012     | 14.6   | 1.886.573    | Quinto      | [ 13 ] |
| 7        | 23 de agosto de 2012     | 12.4   | 1.602.295    | Sexto       | [ 14 ] |
| 8        | 27 de agosto de 2012     | 13.3   | 1.718.591    | Quinto      | [ 15 ] |
| 9        | 30 de agosto de 2012     | 13.4   | 1.731.513    | Quinto      | [ 16 ] |
| 10       | 8 de septiembre de 2012  | 7.9    | 1.020.817    | Desconocido | [ 17 ] |
| 11       | 15 de septiembre de 2012 | 4.9    | 633.165      | Desconocido | [ 18 ] |
| 12       | 22 de septiembre de 2012 | 5.7    | 736.539      | Noveno      | [ 19 ] |
| 13       | 29 de septiembre de 2012 | 7.4    | 956.209      | Sexto       | [ 20 ] |
| 14       | 6 de octubre de 2012     | 7.5    | 969.131      | Sexto       | [ 21 ] |
| 15       | 13 de octubre de 2012    | 6.6    | 852.835      | Séptimo     | [ 22 ] |
| 16       | 20 de octubre de 2012    | 9.1    | 1.175.879    | Quinto      | [ 23 ] |

     Emisión más vista.

     Emisión menos vista.